# Heinrich Podeus
Heinrich Wilhelm Joachim Jacob Podeus, genannt der Ältere (* 9. November 1832 in Rostock-Warnemünde; † 21. Juli 1905 in Wismar) war ein deutscher Kapitän und Unternehmer, der die Firmengruppe Podeus in Wismar gründete und ausbaute.

## Biografie
Heinrich Podeus wurde im Rostocker Ortsteil Warnemünde geboren und dort auch am 13. November 1832 getauft. Nach seiner Ausbildung auf der Großherzoglich Mecklenburgischen Navigationsschule in Wustrow (Fischland) erhielt er am 7. Dezember 1857 sein Kapitänspatent. Fünf Jahre später heiratete er am 24. Januar 1862 in Wismar Franziska (Johanna Maria) Anger (* 23. August 1844 in Wismar; † 1. August 1908 in Wismar), das Paar zog zwei Töchter und zwei Söhne groß.
Im April 1870 gründete Podeus in Wismar eine Kohlen- und Holzimportgesellschaft, für die er ab 1886 Zweigniederlassungen in Rostock und in Schwerin einrichtete. Bei der 1850 von Schulze & Kalderach gegründeten Eisengießerei, die 1853 von Friedrich Crull als Eisengießerei mit Maschinenbau weitergeführt wurde, übernahm er 1879 die Geschäftsleitung und ließ dort Schiffsaggregate produzieren. 1883 gründete Podeus eine Dampfschiffreederei mit dem Frachtdampfer "Wismar" und erweiterte sie ab 1893.
Ein Säge- und Hobelwerk wurde ab 1884 vor dem Poeler Tor errichtet, welches in den 1890er Jahren jährlich rund 100.000 m³ Holz verarbeitete und 200 bis 300 Arbeiter beschäftigte.
1894 erreichte die Eisengießerei eine Jahresproduktion von rund 1500 Tonnen Gussmetallerzeugnissen. Im selben Jahr erweiterte Podeus das Werksgelände von 17.560 m² auf 100.000 m² und baute mit seinem Sohn Paul Heinrich Podeus die  Maschinenfabrik Krohn an der Rostocker Straße zur Wagenbauanstalt aus. 1898 hatte das Unternehmen mit mehr als 400 Mitarbeitern schon rund 2500 Eisenbahnwaggons gefertigt.
1898 ließ Podeus auf der Neptunwerft in Rostock aus Stahl das Schrauben-Dampfschiff Herzog Johann Albrecht bauen und verkaufte zur Finanzierung Antheils-Actien. 1900 betrieb die Reederei bereits sechs Frachtdampfer.
Seine Söhne, der Reeder Heinrich (Jacob Gottfried) Podeus (* 9. März 1863 in Wismar; † 23. November 1924 in Wismar) und der Ingenieur Paul (Ernst Heinrich Ludwig) Podeus (* 29. September 1869 in Wismar; † 28. November 1926 in Wismar), teilten sich nach dem Tod ihres Vaters die Leitung der Unternehmen. Aus der Wagenbauanstalt wurde 1907 die Waggonfabrik Wismar und Paul Podeus unternahm ab 1910 erfolgreiche Versuche im Fahrzeugbau. Zwischen 1910 und 1914 wurden alle Frachtschiffe verkauft, um Verlusten vorzubeugen. Den Gewinn investierte Heinrich Podeus jr. in moderne Hafenanlagen und die Kohlenhandelsgesellschaft. Die Waggonfabrik wurde 1917 von der Eisenbahn-Verkehrsmittel AG durch Aktienmehrheit übernommen. 1933 veräußerte die Stadt Wismar die insolvente und zwangsverwaltete Maschinenfabrik Podeus an die Dornier-Werke.
Heinrich Podeus wurde auf dem Friedhof Wismar beigesetzt. An seinem Grab ist heute eine Gedenktafel angebracht.